# Cleistanthus lanuginosus
Cleistanthus lanuginosus är en emblikaväxtart som beskrevs av Eugene Jablonszky. Cleistanthus lanuginosus ingår i släktet Cleistanthus och familjen emblikaväxter. Inga underarter finns listade i Catalogue of Life.